# Anna Ogarzyńska
Anna Ogarzyńska (ur. 3 kwietnia 1986 w Poznaniu) – polska narciarka alpejska, występująca także jako przewodnik w konkurencjach dla zawodników niewidomych i niedowidzących. 

## Życiorys
Uczestniczka Zimowych Igrzysk Paraolimpijskich 2010 w parze z Maciejem Krężlem. Jest zawodniczką klubu Start Poznań.
Od 2001 r. do 2008 r. brała udział w zawodach międzynarodowych rangi FIS jako reprezentantka klubu Malta Ski Poznań. Dwukrotnie wystąpiła w Pucharze Europy (8 i 9 lutego 2005 w konkurencji slalomu w słoweńskiej Rogli).
Pod koniec 2007 r. zerwała więzadła krzyżowe stawu kolanowego.
Od 2008 r. startuje w zespole z Maciejem Krężlem jako przewodniczka. Para wystąpiła na Igrzyskach Paraolimpijskich w Vancouver w 2010 r., a także na mistrzostwach świata w latach 2009 i 2013. Krężel i Ogarzyńska są także zdobywcami Pucharu Europy 2013/2014.

## Osiągnięcia sportowe
W parze z Maciejem Krężlem:
Igrzyska Paraolimpijskie
- Zimowe Igrzyska Paraolimpijskie 2010 – slalom: 8. miejsce, slalom gigant: 9. miejsce[2]

Mistrzostwa świata
- 2009 Jeongseon – slalom: 7. miejsce, slalom gigant: 9. miejsce[2]
- 2013 La Molina – slalom gigant: 13. miejsce[2]